# تپه شورچه ۳ (ک - ۲۹)
تپه شورچه ۳ (ک - ۲۹) مربوط به دوران پیش از تاریخ ایران باستان تا دوران‌های تاریخی پس از اسلام است و در شهرستان کنگاور، جاده آسفالته گودین به شورچه واقع شده و این اثر در تاریخ ۲۴ فروردین ۱۳۸۲ با شمارهٔ ثبت ۸۱۱۸ به‌عنوان یکی از آثار ملی ایران به ثبت رسیده است.